# 福利國連線
福利國連線，簡稱福利國，是民主進步黨在立法院的次級問政團體與派系之一，1992年成立，曾經是民進黨第三大派系，2006年解散。解散後，內部分裂為以謝長廷為首的「謝系」及以蘇貞昌為首的「蘇系」。

## 歷史
1979年美麗島大審之後，美麗島事件辯謢律師團形成民進黨內的少壯派，相互結盟：最早有陳水扁籌組正義連線，之後有謝長廷主導的福利國連線。1992年9月28日，張俊雄、姚嘉文、謝長廷、施明德、蘇嘉全、李慶雄、柯建銘、魏耀乾、蔡同榮、賴坤成及田再庭宣布成立「台灣福利國戰線」，結合民進黨其他勢力。1992年中華民國立法委員選舉結果，台灣福利國戰線成員有九人當選立法委員、二人落選，成為民進黨在立法院中第三大次級團體，僅次於正義連線與新潮流系。1993年1月，台灣福利國戰線轉型為「台灣福利國研究室」，主張致力於社會福利法案的研究與福利國家體制的計畫。1993年8月10日，台灣福利國研究室官方刊物《台灣福利國通訊》創刊。之後台灣福利國研究室改名為福利國連線，口號為「創造福利國，重建新台灣」。
2000年7月18日，蘇貞昌說，他早已未參與福利國連線運作，他與新潮流系則是合作關係良好。2001年中華民國立法委員選舉，福利國連線成員有16人當選立委；2001年中華民國縣市長選舉，福利國連線成員有蘇貞昌當選臺北縣縣長、蘇嘉全當選屏東縣縣長；至此，福利國連線退居民進黨第三大派系，僅次於正義連線與新潮流系。2006年7月23日，民進黨第12屆第1次全國黨員代表大會通過立委王幸男提出的「解散派系」議案，福利國連線立法院召集人李俊毅說福利國連線將立即停止運作。2006年8月21日，福利國連線舉辦惜別茶會，宣告走入歷史。
福利國連線解散後，內部分裂為以謝長廷為首的「謝系」及以蘇貞昌為首的「蘇系」。2019年12月11日，曾為謝系「大師兄」的卓榮泰說，謝系「只是情感的聯誼會」。